# Coração Geiger
Coração Geiger é o quarto e último álbum de estúdio da banda brasileira de pop rock Hanói-Hanói. Foi lançado nos formatos LP e CD em 1992 pelo selo EMI-Odeon.

## Faixas
| Lado A |                                                   |                                                  |         |  |
| N.º    | Título                                            | Compositor(es)                                   | Duração |  |
| 1.     | "Loucos"                                          | Arnaldo Brandão / Tavinho Paes                   | 2:40    |  |
| 2.     | "Algumas Mulheres"                                | Arnaldo Brandão / Tavinho Paes                   | 3:50    |  |
| 3.     | "Pensamento"                                      | Arnaldo Brandão / Arnaldo Antunes                | 3:03    |  |
| 4.     | "Hélio (Feat.: – Fausto Fawcett e Ivo Meirelles)" | Arnaldo Brandão / Marcos Bonisson / Tavinho Paes | 2:44    |  |
| 5.     | "Coração Geiger"                                  | Arnaldo Brandão / Fausto Fawcett                 | 2:55    |  |
| 6.     | "Inverno Europeu"                                 | Arnaldo Brandão / Tavinho Paes                   | 4:05    |  |

| Lado B |                       |                                                  |         |  |
| N.º    | Título                | Compositor(es)                                   | Duração |  |
| 7.     | "Toda Canção de Amor" | Ricardo Bacelar / Tavinho Paes                   | 2:43    |  |
| 8.     | "Tá Tudo Errado"      | Sergio Vulcanis / Tavinho Paes                   | 3:12    |  |
| 9.     | "Qual É o Truque"     | Arnaldo Brandão / Marcos Bonisson / Tavinho Paes | 3:50    |  |
| 10.    | "Você Se Enganou"     | Arnaldo Brandão / Tavinho Paes                   | 2:56    |  |
| 11.    | "Cromática"           | Arnaldo Brandão / Denis Flomin / Jorge Salomão   | 2:50    |  |
| 12.    | "God's"               | Arnaldo Brandão / Tavinho Paes                   | 4:00    |  |

| Faixas extras na versão em CD |                    |                                |         |  |
| N.º                           | Título             | Compositor(es)                 | Duração |  |
| 13.                           | "Fanzine"          | Arnaldo Brandão / Tavinho Paes | 03:58   |  |
| 14.                           | "O Tempo Não Pára" | Arnaldo Brandão / Cazuza       | 04:07   |  |
| 15.                           | "Fausto Brasil"    | Arnaldo Brandão / Tavinho Paes | 03:12   |  |
| 16.                           | "Ano do Dragão"    | Arnaldo Brandão / Tavinho Paes | 02:54   |  |
| Duração total:                | Duração total:     | Duração total:                 | 53:02   |  |

## Créditos Musicais
- Arnaldo Brandão - Vocais principais, Baixo elétrico, Guitarra
- Sergio Vulcanis - Guitarra, Back-Vocal
- Ricardo Barcelar - Teclados, Back-Vocal
- Marcelo da Costa - Bateria, Percussão, Back-Vocal